# 赵小丁
赵小丁（1968年9月30日—）是一位中国电影摄影师，摄影指导。

## 生平
1968年出生于北京，1989年毕业于北京电影学院摄影系。与中国著名导演张艺谋合作最多，曾合作拍摄过《英雄》、《十面埋伏》、《满城尽带黄金甲》、《金陵十三钗》等10部影片，凭借《十面埋伏》获得奥斯卡最佳摄影奖提名。

## 作品

### 电影摄影
- 《花季雨季》[5]
- 《开往春天的地铁》（2001）
- 《英雄》（2002）
- 《十面埋伏》（2004）
- 《满城尽带黄金甲》（2006）
- 《千里走单骑》（2008）
- 《江山美人》（2008）
- 《大灌篮》（2008）
- 《黄石的孩子》
- 《长江七号》（2006）
- 《刺陵》（2009）
- 《三枪拍案惊奇》2009）
- 《苏乞儿》（2010）
- 《大兵小将》（2010）
- 《决战刹马镇》（2010）
- 《山楂树之恋》（2010）
- 《金陵十三钗》（2011）
- 《铜雀台》（2012）
- 《等风来》（2013）
- 《归来》（2014）
- 《只有芸知道》（2019）
- 《悬崖之上》（2021）
- 《狙击手》（2022）

### 其他作品
- 北京申办奥运宣传片
- 上海申办世界博览会宣传片
- 北京2008奥运会会徽发布宣传片

## 个人荣誉
- 2005年，凭《十面埋伏》获美国国家影评人协会颁发的最佳摄影奖
- 2005年，凭《十面埋伏》获波士顿影评人协会奖最佳摄影奖
- 2005年，凭《十面埋伏》获美国电影金卫星奖最佳摄影奖
- 2005年，凭《十面埋伏》获第77届奥斯卡金像奖最佳摄影提名
- 2005年，凭《十面埋伏》获英国电影学院奖最佳摄影提名
- 2005年，凭《十面埋伏》获金卫星奖最佳摄影
- 2007年，凭《满城尽带黄金甲》获香港电影金像奖最佳摄影提名
- 2007年，凭《千里走单骑》获中国电影金鸡奖最佳摄影提名
- 2013年，凭《金陵十三钗》获中国电影华表奖优秀电影摄影提名
- 2014年，凭《归来》获第六届澳门国际电影节金莲花最佳摄影奖
- 2021年，凭《悬崖之上》获第34届中国电影金鸡奖最佳摄影奖
- 2022年，凭《狙击手》获第35届中国电影金鸡奖最佳摄影奖